# Астахов Валерій Анатолійович
Валерій Анатолійович Астахов (нар. 6 серпня 1964 року) — український актор і телеведучий, заслужений артист України (1998).

## Життєпис
Народився 6 серпня 1964 року в м. Славута Хмельницької області (Україна).
Закінчив Київський державний інститут театрального мистецтва ім. Карпенка-Карого.
З 1987 року — актор театру «Новий Алькасар».
З 1988 року на естраді, виступає як автор, ведучий та режисер-постановник шоу, концертних програм.
З 1991 — конферансьє Державного естрадно-симфонічного оркестру України.
У 1997—1998 — ведучий естрадних концертів співака Павла Зіброва.
З 1999 року виступав на естраді в розмовному жанрі.
Знімався на телебаченні в гумористичних проектах «Гоп-ля», «Гра в ящик», «Біла ворона», «Золотий гусак».
Популярність прийшла після виконання характерною ролі дільничного Дятло в телесеріалі «Повернення Мухтара».

## Фільмографія
| Рік       |    | Українська назва                       | Оригінальна назва                      | Роль                        |
| --------- | -- | -------------------------------------- | -------------------------------------- | --------------------------- |
| 1999—2001 | с  | День народження Буржуя                 |                                        |                             |
| 1999      | ф  | Як гартувалася сталь                   |                                        |                             |
| 2002      | ф  | Під дахами великого міста              |                                        | комендант                   |
| 2004      | ф  | Небо в горошок                         |                                        | Борецький                   |
| 2005      | с  | Повернення Мухтара 2                   |                                        | Севрюгін                    |
| 2005      | ф  | Новорічний кілер                       |                                        |                             |
| 2006—2014 | с  | Повернення Мухтара 3—10                |                                        | Віктор Петрович Дятло       |
| 2008      | ф  | Арфа для коханої                       |                                        | бригадир вантажників        |
| 2008      | ф  | За все тобі дякую 3                    |                                        |                             |
| 2008      | ф  | Зачароване кохання                     |                                        | головний мент               |
| 2008      | ф  | Неодинокі                              |                                        | Вітька Барабан              |
| 2009      | ф  | При загадкових обставинах              |                                        | замполіт                    |
| 2010      | ф  | Демони                                 |                                        | замполіт                    |
| 2011      | ф  | Заєць, смажений по-берлінськи          |                                        | сержант Василь Коритін      |
| 2011      | ф  | Костоправ                              |                                        | Петряков                    |
| 2011      | ф  | Матч                                   |                                        |                             |
| 2011      | ф  | Пончик Люся                            |                                        | Семен                       |
| 2012      | ф  | Особисте життя слідчого Савельєва      |                                        | Віктор Петрович Дятло       |
| 2012      | ф  | Порох і дріб                           |                                        | тренер                      |
| 2012      | кф | Пиріг (кіноальманах Україно, goodbye!) |                                        |                             |
| 2013      | ф  | Два Івана                              |                                        | Тимофій Іванович            |
| 2013      | ф  | Полярний рейс                          |                                        | пацієнт                     |
| 2013      | ф  | Холостяк                               |                                        | Григорій Іванович Будько    |
| 2014      | ф  | До побачення, хлопчики                 |                                        | Трохим                      |
| 2014      | ф  | Швидка допомога                        |                                        | Мироненко                   |
| 2015      | ф  | За законами воєнного часу              |                                        | шофер прокуратури           |
| 2016      | ф  | Улюблена вчителька                     |                                        | Михалич, тренер з боксу     |
| 2016      | ф  | Село на мільйон                        |                                        | Степан                      |
| 2017      | ф  | Ментівські війни. Київ                 |                                        |                             |
| 2017      | с  | Слуга народа 2 от любви до импичмента  | Слуга народа 2: От любви до импичмента | Степан Миколайович, таксист |
| 2019      | с  | Великі Вуйки                           |                                        | чиновник Малих Вуйок        |
| 2020      | с  | Карпатський рейнджер                   |                                        | майор Бузько                |
| 2020      | с  | Рідня                                  |                                        |                             |